# Josef Orlopp

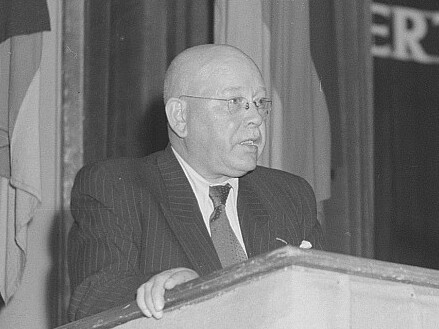
Josef Orlopp, 1953

Josef Orlopp (* 29. August 1888 in Essen; † 7. April 1960 in Ost-Berlin) war ein deutscher Gewerkschafter, FDGB-Funktionär in der DDR und Mitglied des Nationalrates der Nationalen Front.

## Leben

### Ausbildung und erster Kontakt mit der Gewerkschaft
Josef Orlopp wurde als Sohn eines Tischlers geboren. Seine Erziehung begann 1895 mit dem Besuch einer katholischen Volksschule in Essen. Als guter Schüler konnte er eine Klasse überspringen und 1902 die Volksschule abschließen. Danach war Orlopp drei Jahre Schüler einer Fortbildungsschule auf freiwilliger Basis. Mit 15 Jahren trat er eine Lehre als Dreher in Essen an. Nach Beendigung der Lehrzeit 1907 arbeitete Orlopp kurzfristig als Geselle in einer Kunstwerkerhütte in Steele, wo er von einem Altgesellen für die Ideen des Sozialismus gewonnen wurde.
So trat Orlopp 1907 in den Deutschen Metallarbeiter-Verband (DMV) ein. Er ging noch im gleichen Jahr auf Wanderschaft, die ihn über Hessen, die Pfalz, Baden, Württemberg, die Schweiz bis nach Österreich führte und ihm die Situation der einfachen Leute im Ausland deutlich werden ließ.
Im Oktober 1910 nahm Orlopp eine Tätigkeit in der 9. Mechanischen Werkstatt der Kruppschen Betriebe in Essen auf, wo er schnell zum Werkmeister und Kalkulator aufstieg. Gleichzeitig wurde er Mitglied der SPD, dem 1911 der Kirchenaustritt folgte. 1912 wählte man Orlopp zum Obmann des DMV. In dieser Eigenschaft nahm er als Delegierter an der 13. ordentlichen Generalversammlung des DMV vom 27. bis 30. Juni 1917 in Köln teil.

### Im Ersten Weltkrieg
Im Ersten Weltkrieg entwickelte sich Orlopp zum aktiven Kriegsgegner und schloss sich 1917 der USPD an. Im April 1917 war er Angehöriger des Streikkomitees der Munitionsarbeiter der Essener Krupp-Werke. Nach der Ausrufung der Republik 1918 wurde Orlopp in den Arbeiter- und Soldatenrat seiner Heimatstadt gewählt.

### Während der Weimarer Republik
Am 2. März 1919 erfolgte dann die Wahl als USPD-Vertreter in die Essener Stadtverordnetenversammlung, der er bis 1925 angehörte. In dieser Zeit betätigte sich Orlopp als Handelspolitiker in verschiedenen Ausschüssen (Finanzen, Kunst, Ausschuss der Gas- und Wasserwerke, Ausschuss für Badeanstalten und dem Schlacht- und Viehhof). Aufgrund seiner Redegewandtheit stieg Orlopp rasch zum dominierenden Debattenredner der Unabhängigen Sozialisten auf, besonders als Verfechter der kulturpolitischen Interessen der arbeitenden Bevölkerung. Sein weiterer politischer Werdegang brachte ihn am 18. September 1920 in den rheinischen Provinziallandtag, wo er Mitglied der Kommission für die Provinzial-, Heil- und Pflegeanstalten und die Provinzial-Arbeitsanstalt Brauweiler wurde. Nach sechs Jahren trat er von diesem Amt zurück.
Da im Juni 1919 der Verband der Gemeinde- und Staatsarbeiter in Essen die Stelle eines besoldeten Filialleiters ausgeschrieben hatte, übernahm Orlopp auf Anraten der örtlichen USPD-Vertreter diesen Dienst für die organisierten Gemeindearbeiter am 15. Juni 1919.
Während des Kapp-Putsches 1920 organisierte Orlopp als 2. Vorsitzender des Vollzugsrates in Essen die Aktionen der streikenden Arbeiter mit. Als es 1920 um die politische Zukunft der USPD ging, erreichte eine Kampfabstimmung unter Leitung von Orlopp die Rückkehr der „Rest-USPD“ zur SPD.
Orlopp initiierte in Essen in Zusammenarbeit mit der örtlichen Volkshochschule und der Stadtbibliothek ein Bildungsprogramm (mit dem Schwerpunkt Betriebs- und Volkswirtschaft), das im Verband als vorbildlich galt.
1924 erfolgte Orlopps Wahl zum 1. Vorsitzenden des Allgemeinen Deutschen Gewerkschafts-Bundes (ADGB) in Essen. Im September 1925 berief man ihn in die Zentrale nach Berlin. Am 15. November 1925 gründete der Verbandsvorstand, gestützt auf die Beschlüsse des Frankfurter Verbandstages vom August 1925, eine besondere Fachgruppe für die Arbeitnehmer der Gas-, Elektrizitäts- und Wasserwerkarbeiter („GEW-Arbeiter“), deren Leitung Orlopp anvertraut wurde. Damit übertrug man dem gelernten Metallarbeiter die Betreuung der wichtigsten Arbeitergruppe innerhalb der Organisation (die Sektion umfasste 1928 58.275 Mitglieder, d. h. 73,4 % aller in den GEW-Werken beschäftigten Arbeiter).
Einen Arbeitsschwerpunkt Orlopps bildete der Kampf gegen die Privatisierung der Versorgungsbetriebe in den deutschen Großstädten. (Das private Kapital will den Städten gern die Zuschussbetriebe überlassen. Die gewinnbringenden Unternehmungen der öffentlichen Hand dagegen sollen der privatkapitalistischen Ausbeutung überlassen werden.)
Weitere Etappen des Werdegangs von Orlopp sind: Mitinitiator der Reichskonferenz der Betriebsräte des „Verbandes der Gemeinde- und Staatsarbeiter“ am 28. und 29. November 1927 in der Stadthalle zu Mainz, dessen Sekretär er 1928 wurde, Leitung der Reichssektion der GEW-Arbeiter, Führung der Betriebsräteabteilung, Vertreter des Verbands im Aufsichtsrat des Gas-Koks-Syndikats, 1929 auch Mitglied des Aufsichtsrats der Wirtschaftlichen Vereinigung deutscher Gaswerke und Mitglied des Ausschusses des Gesamtverbandes der deutschen Gaswirtschaft.
Für die neu erscheinende Fachzeitschrift „Wirtschaft und Technik“ verfasste Orlopp zentrale Beiträge. Weitere Positionen waren: stellvertretender Reichsabteilungsleiter der neuen Reichsabteilung A (Gemeindebetriebe und Gemeindeverwaltungen mit 225.000 Mitgliedern) ab 1929, Mitarbeit am „Handbuch der öffentlichen Wirtschaft“ (Berlin 1930, das zentrale Nachschlagewerk des Gesamtverbandes), Auftritt auf der 1. Internationalen Konferenz des Personals der GEW (1. Internationale Energiearbeiter-Konferenz) in Kiel vom 29. bis 30. August 1930, Delegation in den Vorläufigen Reichswirtschaftsrat vom 23. August 1932, Wahl zu einem der beiden Reichsabteilungsleiter der Gemeindebetriebe und -verwaltungen (5. Tagung vom 18. bis 20. November 1932).

### Zeit des Nationalsozialismus
Nach der nationalsozialistischen Machtergreifung plädierte Orlopp für Widerstandsaktionen, arbeitete aber bis Juni 1933 aktiv in der „Gewerkschaft“ – dem gleichgeschalteten ehemaligen Verbandsorgan – mit, dann wurde er aus dem Reichsamt entlassen („gemaßregelt“).
Um sich als aktiver Gewerkschafter vor Verfolgungen zu schützen, verließ er die deutsche Hauptstadt, eröffnete ein Elektrogeschäft in Hannover und betrieb von 1934 bis 1935 eine eigene Obstfarm in Bad Harzburg. Doch 1935 kehrte Orlopp nach Berlin zurück, wurde Inhaber eines Buttergeschäftes im Bezirk Wedding und verhielt sich bis zum Ende des Zweiten Weltkrieges politisch neutral.

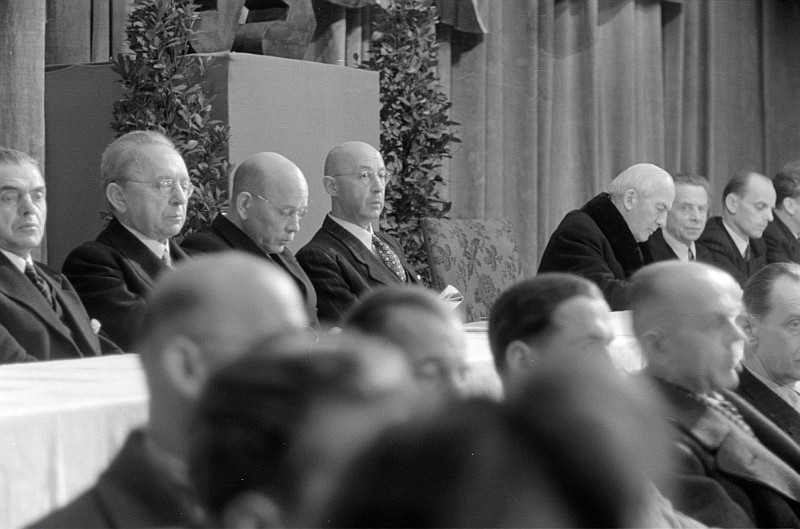
Josef Orlopp 1945 im Magistrat Werner (hintere Reihe, dritter von links)

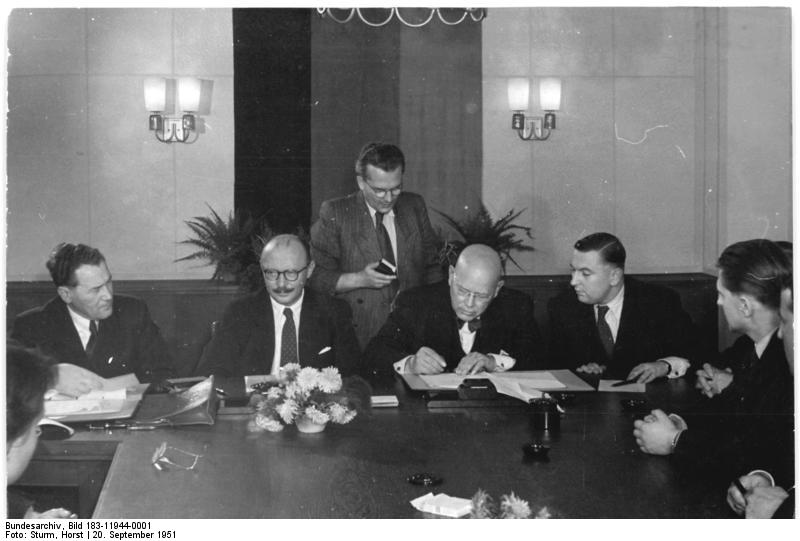
Josef Orlopp (Mitte) bei der Unterzeichnung des Berliner Abkommens über den Interzonenhandel am 20. September 1951

### Werdegang in der DDR
Im Mai 1945 trat Orlopp in die SPD ein, gehörte bald zu den Kräften, die innerhalb der Sozialdemokratie Kurs auf eine Verschmelzung mit den Kommunisten nahmen. Zu diesem Zweck gab es ein erstes Zusammentreffen mit Walter Ulbricht am 30. April 1945.
Orlopp wurde ab 2. Mai 1945 Mitglied des Magistrats und Stadtrat für Handel und Handwerk in Berlin, im März 1946 wählte man ihn zum Stellvertreter des Oberbürgermeisters und er war von 1946 bis 1948 Stadtverordneter in Berlin. Orlopp war Delegierter des Berliner Parteitages der SPD, der am 21. April 1946 den Zusammenschluss mit der KPD beschloss sowie Delegierter des 2. bis 4. Parteitages der SED. Weiterhin war er ab 1946 Mitglied der Landes- bzw. Bezirksleitung der SED von Groß-Berlin, bis Januar 1949 auch Mitglied des Kreisvorstandes der SED Berlin-Reinickendorf.
Von Mai bis Juli 1947 hatte Orlopp das Amt des Vizepräsidenten der Deutschen Zentralverwaltung für Handel und Versorgung in der Sowjetischen Besatzungszone inne. Seit Juli präsidierte er der Deutschen Zentralverwaltung für Interzonen- und Außenhandel und seit 1948 der Hauptverwaltung für Interzonen- und Außenhandel bei der Deutschen Wirtschaftskommission. Am 25. November 1947 unterzeichnete er für die Sowjetische Besatzungszone das erste Berliner Interzonenabkommen, das „Warenlisten“ in Höhe von 312 Millionen Mark vorsah.
1948 wurde Orlopp Mitglied des Deutschen Volksrates, 1949 Angehöriger der Provisorischen Volkskammer der DDR. Vom 7. Oktober 1949 – dem Tag der Gründung der DDR – bis 1951 arbeitete er als Hauptabteilungsleiter im Ministerium für Innerdeutschen Handel, Außenhandel und Materialversorgung der DDR (MIA). Der westdeutschen Wirtschaft stellte Orlopp eine schlechte Prognose, trotzdem – oder gerade deshalb – war er bis 1953 Regierungsbevollmächtigter für Innerdeutschen Handel. Den Aufbau einer wirkungsvollen Organisation konnte er aber nicht erreichen. Am wachsenden Handel mit den kommunistischen Staaten hatte Orlopp jedoch einen wesentlichen Anteil. Im August 1953 schied er aus „gesundheitlichen Gründen“ aus dem Ministerium für Innerdeutschen Handel, Außenhandel und Materialversorgung aus, behielt jedoch repräsentative Funktionen: ehrenamtliches Mitglied des Kollegiums im Ministerium sowie des wissenschaftlichen Beirats für Außenhandel. In der übrigen Politik war Orlopp weiterhin aktiv: seit 1957 Mitglied des Präsidiums und Sekretär des Bundesvorstandes des FDGB sowie Mitglied des Nationalrates der Nationalen Front.
Orlopp gehörte seit 1953 wieder der Volkskammer der DDR an, war Vizepräsident des Deutschen Friedensrats und Mitglied des Weltfriedensrats.
Im September 1959 leitete er die FDGB-Delegation des Bundesvorstandes nach Stuttgart, der jedoch auf dem 5. DGB-Kongress der Zutritt verwehrt wurde.

Die Grabplatte für Josef Orlopp auf dem Rondell des Zentralfriedhofs Friedrichsfelde

Josef Orlopp starb am 7. April 1960 in Berlin an einem Herzinfarkt. Seine Urne wurde in der Gedenkstätte der Sozialisten auf dem Zentralfriedhof Friedrichsfelde in Berlin-Lichtenberg beigesetzt.

## Werke (Auswahl)
- [Rede]. In: 40. Parteitag der Sozialdemokratischen Partei Deutschlands am 19. und 20. April 1946 in Berlin. Vorwärts-Verlag, Berlin 1946, S. 24–26.
- Zusammenbruch und Aufbruch Berlin 1945/46. Berlin 1947,
- Eine Nation handelt über Zonengrenzen. Streifzug durch die Geschichte des innerdeutschen Handels. Berlin 1947,
- Besser leben durch Export und Import. Berlin 1948,
- Ost und West im deutschen Außenhandel. Berlin 1948,
- Der Handel zwischen der sowjetischen Besatzungszone und den westlichen Besatzungszonen Deutschlands. Berlin 1949,
- Der Weg zum freien Handel zwischen Ost und West. Berlin 1955,
- Eine Nation handelt über Zonengrenzen. Streifzug durch die Geschichte des innerdeutschen Handels. Berlin 1957.
- Deutsche Gewerkschaftseinheit. Hrsg. von August Reitz, Franz Scheffel. Mitbegründet von Josef Orlopp und Theodor Brylla. Verlag Tribüne, Berlin 1. Mai 1959–1962.
- Für den Sieg der Arbeiterklasse, Lebenserinnerungen (eine orthodoxe Interpretation der Arbeiterbewegung aus leninistischer Sicht), nicht veröffentlicht.

## Ehrungen

Der Rest des Denkmals für Josef Orlopp vor der Schule in der Rüdigerstraße in Berlin-Lichtenberg

Am 27. November 1951 eröffnete er die Fachhochschule für Außenhandel in Berlin, die künftig seinen Namen trug. 1954 erhielt Orlopp den Vaterländischen Verdienstorden der DDR in Silber; anlässlich seines 70. Geburtstages wurde ihm der Karl-Marx-Orden verliehen. Er war außerdem Inhaber der Fritz-Heckert-Medaille (1956), der Ernst-Moritz-Arndt-Medaille, der Deutschen Friedensmedaille (1958) und der Medaille für die Teilnahme an den bewaffneten Kämpfen der deutschen Arbeiterklasse in den Jahren 1918 bis 1923.
Am 19. August 1960 wurde die damalige Rittergutstraße in Berlin-Lichtenberg in Josef-Orlopp-Straße umbenannt. In der Josef-Orlopp-Straße 92 und der Rüdigerstraße 76, ebenfalls in Lichtenberg, stand bis etwa 1990 jeweils ein Denkmal für Josef Orlopp. Das in der gleichnamigen Straße stammte von dem Bildhauer A. Wegwart, es war eine bronzene Büste und wurde 1968 anlässlich des 80. Geburtstages von Josef Orlopp aufgestellt. Es symbolisierte den Ehrennamen des damaligen Wälzlagerwerkes. Es stand auf der Straße rechts vor dem Gebäude in einer Mauernische.
Das Denkmal in der Rüdigerstraße wurde vor der nach Josef Orlopp benannten Polytechnischen Oberschule (POS) aufgestellt und verschwand wahrscheinlich mit der Umbenennung der Schule in Ludwig-Erhard-Oberschule um 1991, zu sehen ist jedoch noch der Sockel (siehe Bild).
Im Seebad Bansin auf der Insel Usedom war ein FDGB-Erholungsheim an der Strandpromenade nach Orlopp benannt. Das Gebäude wurde später abgerissen. Die brache Fläche wird in den Diskussionen um eine neue Bebauung als Orlopp-Fläche bezeichnet.